# Codicele aztece
Codicele aztece sau codexurile aztece sunt cărți scrise de aztecii pre-columbieni și din era colonială. Aceste codice sunt o sursă importantă privind cultura aztecă.

## Listă de codice
- Codex Borbonicus este un manuscris aztec realizat de preoții azteci la scurt timp înainte și după cucerirea spaniolă a Mexicului. Codexul este denumit după Palatul Bourbon din Franța. Se găsește în Biblioteca Adunării Naționale din Paris.
- Codexul Boturini
- Codexul Mendoza
- Codexul Florentine
- Codexul Osuna
- Codexul Aubin
- Codexul Magliabechiano
- Codexul Cozcatzin
- Codexul Ixtlilxochitl
- Libellus de Medicinalibus Indorum Herbis
- Codexul Borgia
- Codexul Telleriano-Remensis
- Codexul Ramírez
- Anales de Tlatelolco (sau Unos Anales Históricos de la Nación Mexicana)
- Codexul Durán - istoria lui Diego Durán
- Codexul Xolotl
- Codexul Azcatitlan
- Mapa de Cuauhtinchan No. 2
- Lienzo de Tlaxcala

## Galerie de imagini

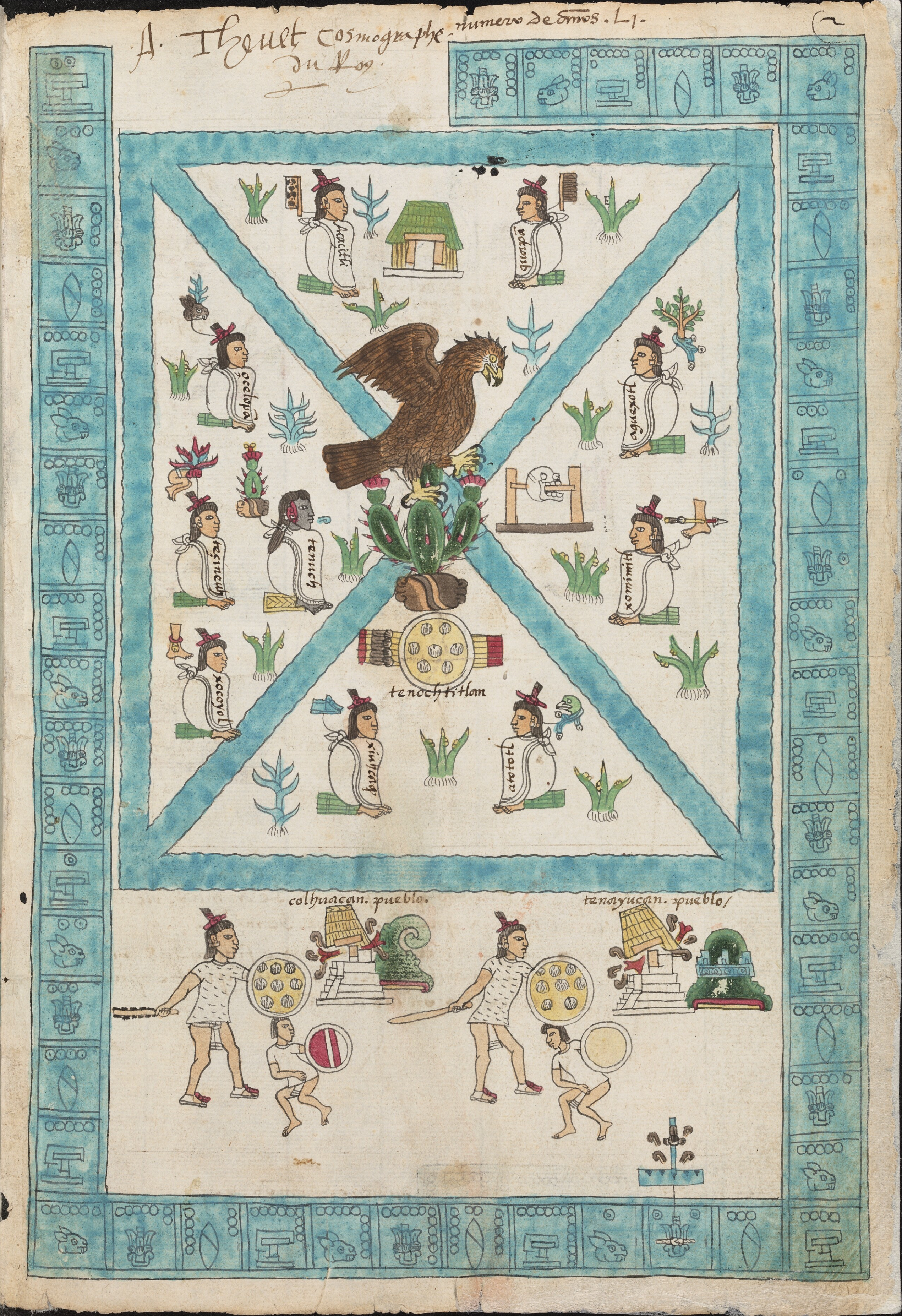
Prima pagină din Codex Mendoza
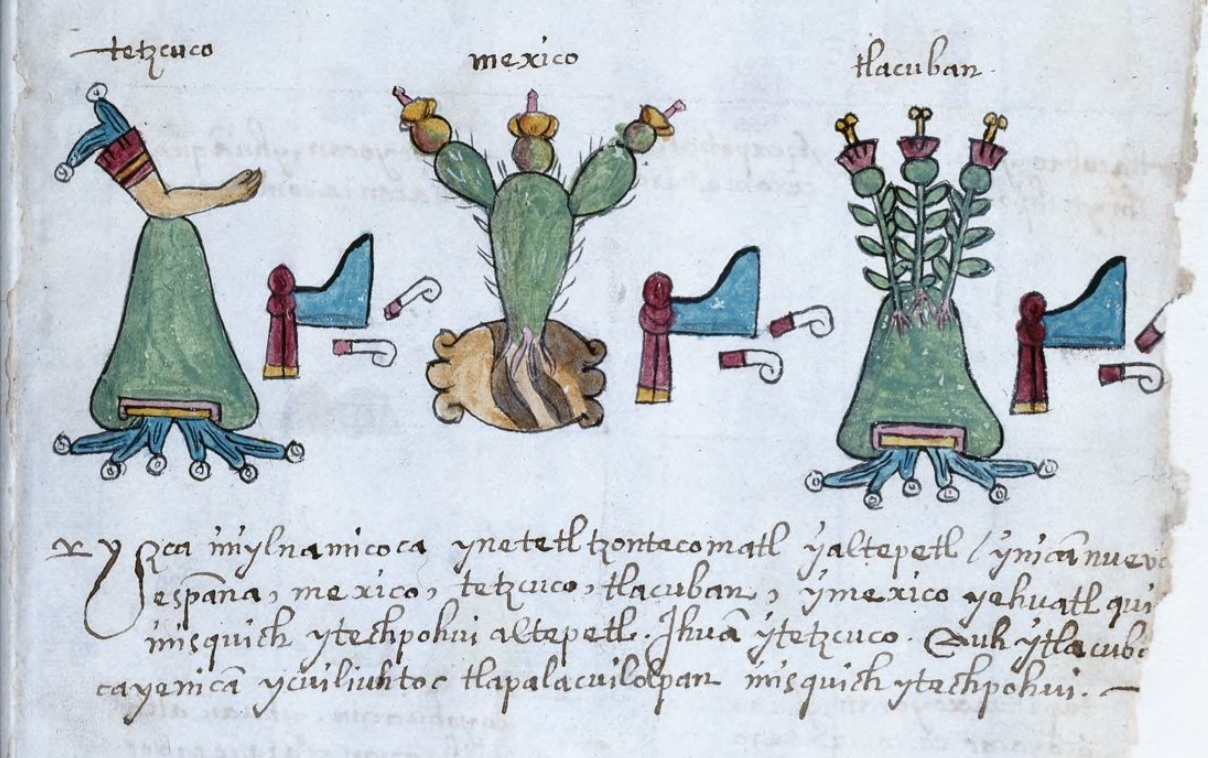
Pagina 34 din Codex Osuna
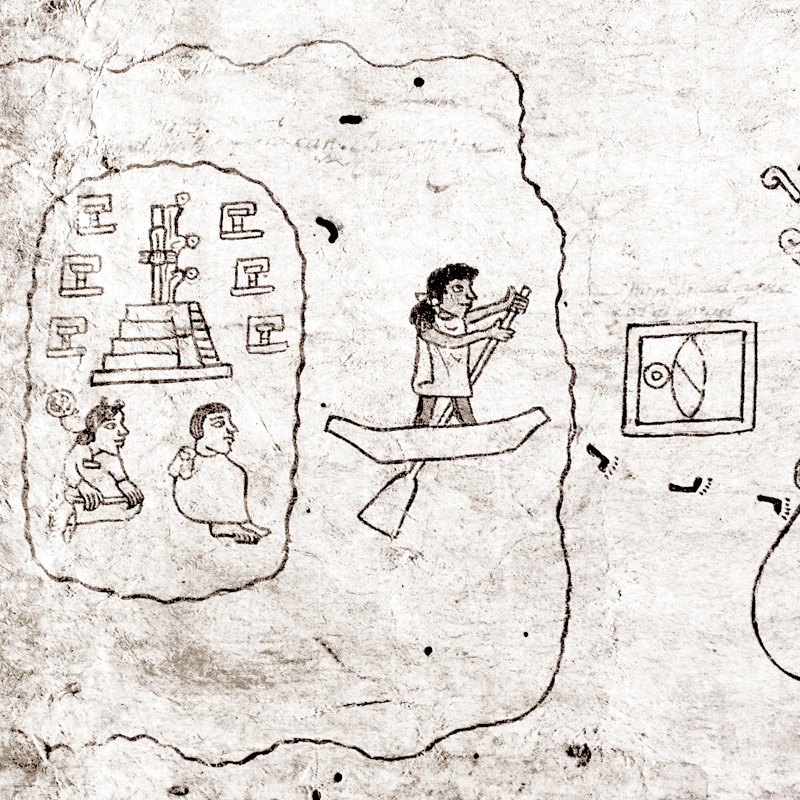
O pagină din Codex Boturini